# Нанао
Нанао (яп. 七尾市 Нанао-си, букв. «город Семь хвостов») — город в японской префектуре Исикава, стоит на восточном берегу полуострова Ното. До 1871 года был столицей провинции Ното. В городе есть несколько знаменитых онсэнов. Площадь города составляет 318,04 км², население — 54 879 человек (1 июля 2014), плотность населения — 172,55 чел./км².

## Знаменитые личности
- Хасэгава Тохаку — японский художник периода Адзути-Момояма.
- Вадзима Хироси — знаменитый борец сумо.

## В искусстве
В Нанао происходит действие манги Insomniacs After School.

## Города-побратимы
- Братск, Иркутская область, Россия[3];
- Кимчхон, Южная Корея;
- Монтерей, Калифорния, США;
- Моргантаун, Кентукки, США;
- Цзиньчжоу, Далянь, Китай.